# Немуль
Немуль (кор. 내물, 奈勿, Naemul, Naemul; пом. 402) — корейський правитель, сімнадцятий володар (маріпкан) держави Сілла періоду Трьох держав. Засновник династії Кім.

## Життєпис
Походив з клану Кім, одного з чотирьох панівних родів Сілла. Був сином кальмунвана Кім Мальгу, молодшого брата ісагима Мічху. Його матір'ю була пані Кім Хьюльобе. Про народження та молоді роки практично відсутні відомості.
Отримав владу 356 року після смерті ісагима Хирхе з клану Сок, який не залишив нащадків. З метою зміцнення держави новий правитель оголосив про встановлення в державі спадкової монархії, скасувавши колишню систему, коли країною правили по черзі представники головних кланів. На підтвердження нового статусу прийняв титул «маріпкан» («чільний правитель»). Разом з тим інші клани зберегли свій автономний статус, з яким боролися представники династії Кім до початку V століття.
Немуль стикнувся з зовнішніми загрозами, оскільки в той час його сусід Пекче завершив підкорення племен Південного Махану, а Конфедерація Кая вступила в союз із країною Яматай з Японського архіпелагу. 364 року Яматай вдерлась до Сілли, те вторгнення було відбито зі значними труднощами. 366 року Немуль відрядив посольство до вана Пекче Кинчхого щодо укладення союзу, який було затверджено 368 року.
382 року Немуль відрядив посольство до китайського імператора Сюань Чжао-ді з Ранньої Цінь для укладання союзу та спільних дій. Номінально визнав зверхність Ранньої Цінь.
392 року Немуль визнав зверхність держави Когурьо, відправивши заручником туди стриєчного брата Сільсона. 393 року зазнав потужного нападу військ з Японського архіпелагу, які понівечили значні території. 399 року конфедерація Кая в союзі з Яматай атакувала сілланську територію, захопивши прибережні містечка. Не маючи змоги їм протистояти Немуль звернувся по допомогу до Когурьо. 400 року війська останньої завдали Кая поразки, змусивши повернути Сіллі загарбане.
Водночас Немуль активно почав впроваджувати китайську систему освіти та бюрократичний апарат. Ту реформу розглядав як основу зміцнення влади монарха та продовження процесу централізації.
Помер Немуль 402 року. Його син Нольджи не був допущений до влади. Трон отримав стриєчний брат Сільсон.